# Prélude et fugue en ut dièse majeur (BWV 872)
Le Clavier bien tempéré II
Pour un article plus général, voir Le Clavier bien tempéré.
Le prélude et fugue en ut-dièse majeur, BWV 872 est le troisième couple de préludes et fugues du second livre du Clavier bien tempéré de Jean-Sébastien Bach, compilé de 1739 à 1744.
Le prélude est par son dessin en arpèges l'un des rares qui évoque ceux du premier livre. À mi-chemin, Bach rompt la forme qu'il a mise en place pour un fugato en rythme ternaire, qui évoque la 16e des Variations Goldberg. La fugue à trois voix est l'occasion pour Bach de présenter de nombreux effets de contrepoint sur le sujet : canon, strette, augmentation, diminution et renversement.

## Prélude
Le prélude, l'« un des plus charmeurs », d'abord noté , comprend 50 mesures. Il se présente clairement en deux sections (sans reprise). Après un rythme immuable pendant 24 mesures, un accord de dominante marque le changement de mètre à 
 et d'atmosphère, passant d'un climat contemplatif à un inattendu fugato à trois voix noté Allegro, avec un motif en fanfare. Le sujet en notes conjointes s'énonce sur ses quatre mesures et se poursuit ainsi pendant 26 mesures. Alors que le sujet revient à l'alto suivi du soprano, la formule nourrit également à la basse une péroraison finale en doubles-croches, sur deux octaves d'abord en montant, puis redescendant, avant la cadence finale, le dernier accord surmonté d'un point d'orgue.
La présence de cette petite fugue permettrait aisément de se passer de celle qui suit.

## Fugue
La fugue à trois voix, notée  est longue de 35 mesures. Elle présente un thème très ramassé, convergeant en sauts disjoints de croches vers la dominante, puis une nouvelle fois en quelques doubles-croches. Comme le sujet n'est pas achevé lors de l'entrée de la réponse et que les quatre ou cinq premières notes sont constamment utilisé par Bach (45 fois en tout), certains auteurs réduisent le sujet aux premières cinq notes, ou même à quatre notes. Considérée comme seconde section, les notes qui suivent sont souvent, soit omises, soit ornées, se déplacent aussi de la tonique à la dominante. Keller convient que huit serait la solution la plus satisfaisante.

La tête du sujet est l'objet immédiat d'un traitement en canon accompagné de son renversement. En mesure six, à la basse, apparaît la première diminution de la tête du sujet en doubles-croches qui est réutilisé aux mesures 18–19, 33–34. Aux mesures 25 et 27, en revanche, Bach expose le sujet en augmentation.
L'exposition de la fugue :
Bach multiplie les départs canoniques avec les quatre ou cinq premières notes. Par exemple, fin de la mesure 14, il enchâsse deux départs à l'octave, de la tête du sujet et son renversement. Les cinq notes se répondant comme un écho générant le sujet et son renversement haut perché. Invité par la basse qui ajoute des broderies à la deuxième moitié du sujet. Le ténor reprend la broderie qui contamine le soprano.

## Genèse
Les versions antérieures de la pièces ont peut-être été conçues pour le premier livre. Mais pour être intégrées dans le nouveau recueil, Bach retravaille considérablement les œuvres, enrichissant le matériau de base. La copie du prélude de Johann Peter Kellner (BWV 872b ; Berlin, P 804), le présente en ut majeur en accords schématiques que Bach décompose pour la version définitive en noires et silence pour la basse, croches pour le ténor et doubles-croches ininterrompues partagées entre le soprano et l'alto. C'est seulement à la mesure 22 du manuscrit qu'il quitte la version ancienne en accords.
La fugue ne comportait que 19 mesures. Bach a notamment ajouté les mesures 25 à 30 qui comportent le sujet en augmentation. En revanche le sujet en diminution était déjà dans la version originale.

## Manuscrits
- Bibliothèque d'État de Berlin (P 430), copie datée de 1744, destinée à Johann Christoph Altnikol[7].

## Postérité
Théodore Dubois en a réalisé une version pour piano à quatre mains, publiée en 1914.